# Nagybárkány
Nagybárkány é um município da Hungria, situado no condado de Nógrád. Tem 8,84 km² de área e sua população em 2015 foi estimada em 689 habitantes.